# Lex Aebutia de formulis
La lex Aebutia è un provvedimento di incerta datazione il quale consentì l'utilizzazione della procedura formulare anche nel tribunale del pretore urbano. Forse solo per i rapporti per i quali mancasse una apposita legis actio; forse quando sarebbe stato possibile agire per legis actiones, ma le parti preferissero il ricorso alla nuova procedura; forse ancora in alternativa ad un settore di azioni.
Dagli studiosi è solitamente collocata nella seconda metà del secondo secolo a.C., intorno al 120 a.C.